# برغل
البُرْغُل هي حبوب القمح المسلوقة المجروشة، غذاء كامل يعتبر الغذاء الرئيسي بديل للأرز عند أهل بلاد الشام وعند الأتراك.

## طريقة التحضير
يُحضَّر البرغل من حبوب القمح الجيدة، وذلك من خلال:
1. غسل حبات القمح وتنظيفها وإزالة الشوائب
2. وضعها في ماء وسلقها
3. تجفيفها
4. إزالة القشرة عنها، ويمكن ذلك يدوياً من خلال فرك حبات القمح بين اليدين
5. فرزها حسب الحجم
6. جرشها (طحنها) بمجارش يدوية أو آلية.[5]

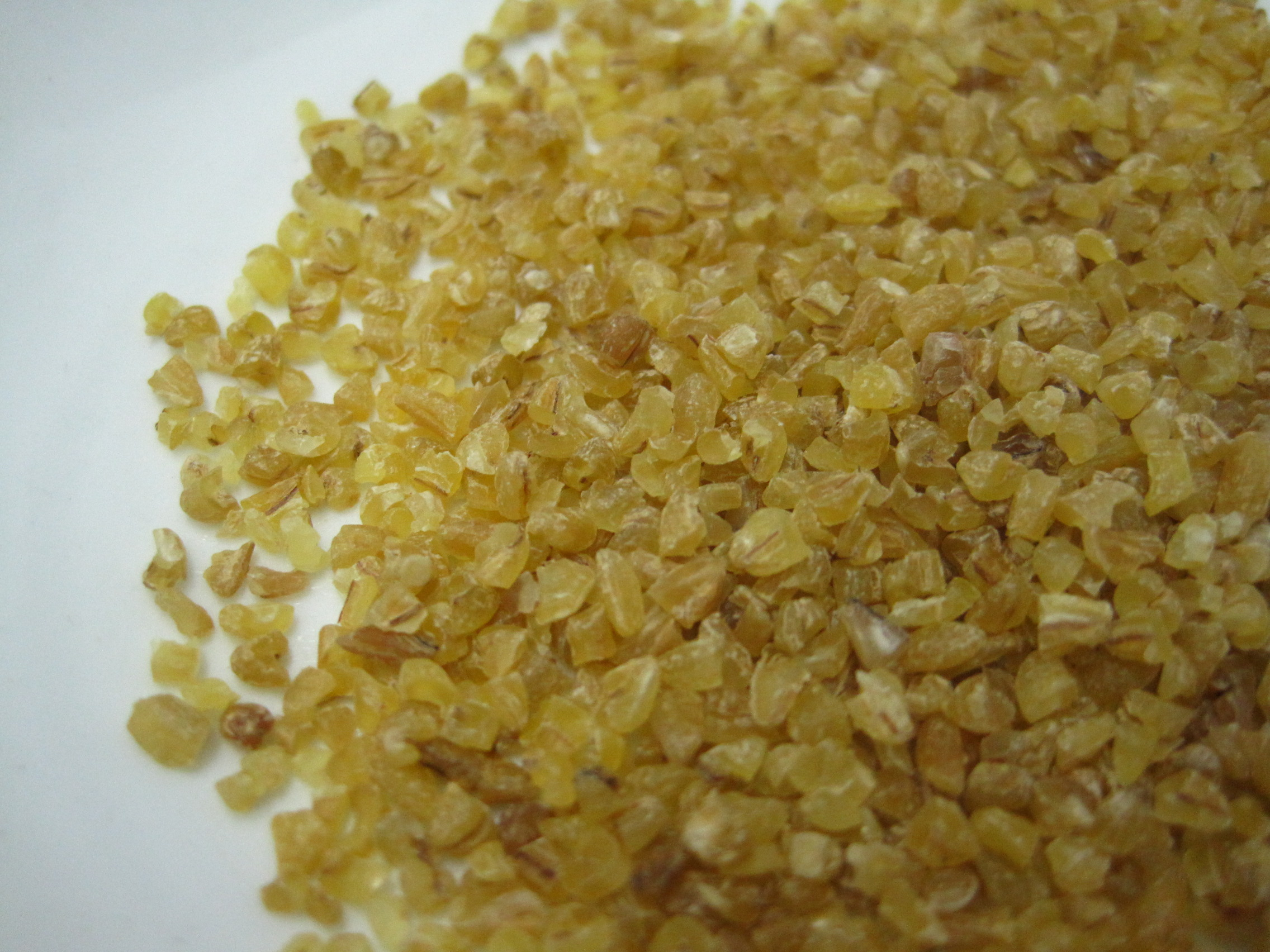
حبات برغل

## أنواع البرغل
يوجَد ثلاثة أنواع للبرغل:
1. البرغل الأصفر، وهو أكثر الأنواع شيوعاً في العالم، وينتج من حبوب القمح المكررة (المقشورة)
2. البرغل الداكن (الأسمر)، ينتج هذا النوع من القمح الأحمر الناعم، وهو أكثر نعومةً، وطعمه أقوى من طعم البرغل الأصفر
3. برغل الحبة الكاملة، يشبه البرغل الأصفر، إلّا أن حبات القمح قُشِّرَت بدرجة أقل، لذلك يحتوي هذا النوع على ألياف بكمية أعلى من البرغل الأصفر.[5]

## الاستخدامات
تُخزَّن الحبوب المجروشة لتكون الطعام الرئيسي والمغذي حيث يمكن أن يطهى كالأرز أو يمكن أن ينقع وينشف من الماء الزائد ويخلط مع اللحم النيِّئ ويدق بالجرن الحجري لتصنع منه الكبة، أو بعد تنشيفه يخلط مع البقدونس (المعدنوس) والطماطم (الطماطة) المفرومة لعمل التبولة.
عندما انتشر استخدام الأرز في المنطقة العربية والشام أخذ الناس يتندرون على البرغل قائلين: «العز للرز والبرغل شنق حالو (نفسه)».
يمكن أيضاً استخدام البرغل لعمل خبز البرغل أو معجنات البرغل

### خبز البرغل
المقادير:
- 6 أكواب تقريباً من البرغل
- ماء دافئ
- كوب ونصف من الطحين
- معجون الطماطم
- بصل مفروم إلى قطع ناعمة
- زيت الزيتون
- ملح
- بابريكا
- كزبرة مفرومة

طريقة التحضير:
1. يُنقَع البرغل في الماء الدافئ لمدة نصف ساعة
2. يُقلى البصل المفروم في 5 ملاعق كبيرة من الزيت ويُضاف إليه 4 ملاعق من معجون الطماطم ويُقلَّب مدة 3-4 دقائق
3. بعد ذلك، يُضاف البصل مع معجون الطماطم وأيضاً الطحين والزيت المتبقي من القلي وملعقتان صغيرتان من كُلٍّ من الملح والبابريكا والكزبرة المفرومة إلى البرغل ويُعجَن إلى أن يتماسك
4. يُقطَّع العجين إلى قطع مناسبة على شكل الخُبز، ثم يوضَع في الفرن.[6]

## الفوائد والمعلومات الغذائية

### الفوائد الصحية للبرغل
- مفيد للنساء الحوامل والأطفال [7]
- يساعد في حماية القلب
- يساعد في تحسين الهضم
- يمكن أن يساعد في إنقاص الوزن
- تحسين المناعة ضد الأمراض المزمنة
- مصدر للألياف وفيتامين ب [5]
- يحتوي على البروتينات والمعادن، مثل الحديد والمغنيز والمغنيسيوم [8]

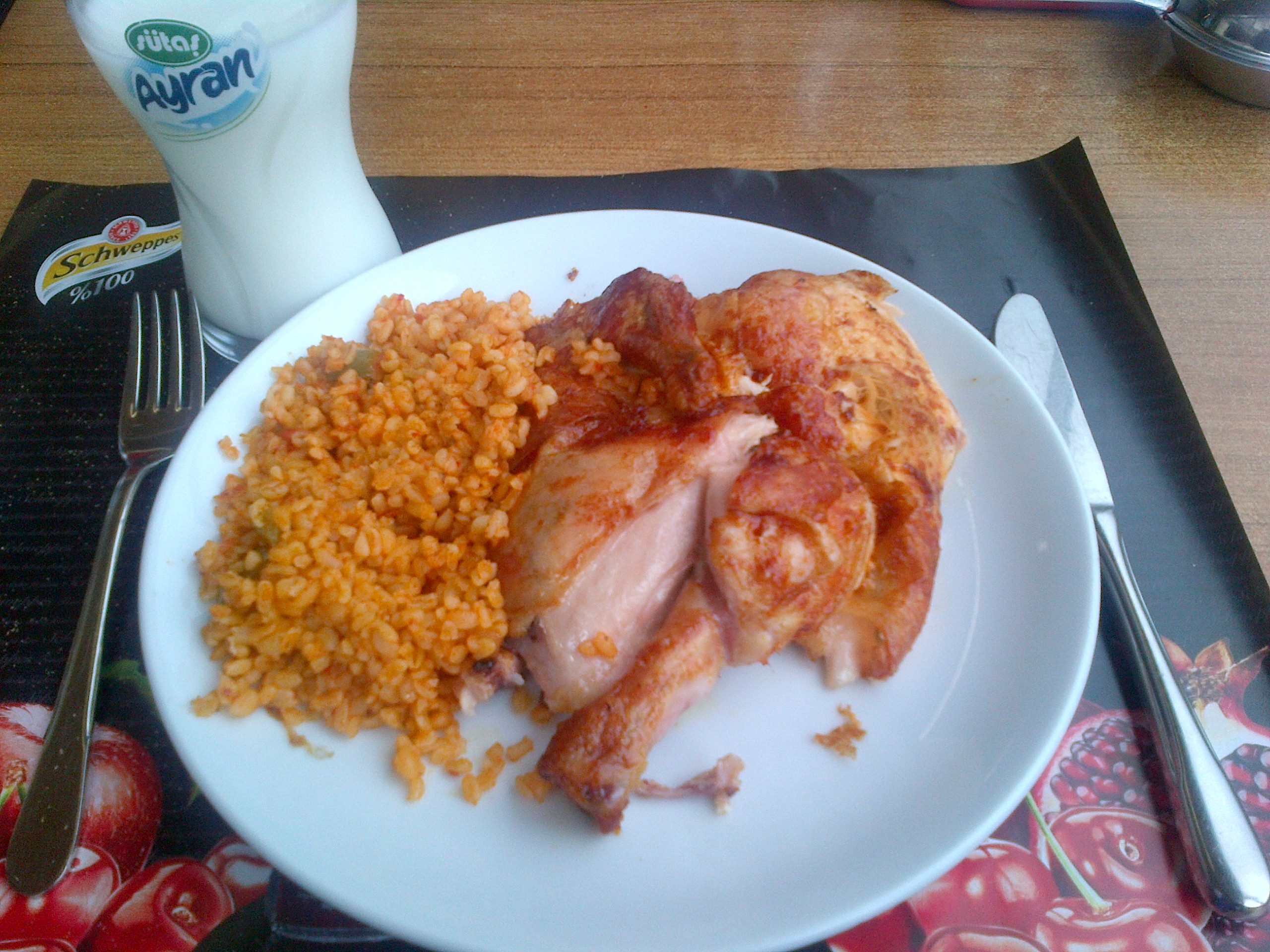
برغل مطبوخ مع دجاج

كل 100 جرام من البرغل،غير المطهي، تحتوي تقريبا على:
- الطاقة: 1500 كيلوحول (83 سعرة حرارية)
- ألياف غذائية: 8 جرام
- بروتين: 3 جرام
- كاربوهيدرات: 16 جرام، منها 0.8 سكريات
- دهون: 1.75 جرام، منها دهون مشبعة: 0.2 جرام

## التخزين والبدائل
يمكن تخزين البرغل غير المطبوخ في حافظات محكمة الإغلاق في الثلاجة لمدة تصل إلى 6 أشهر تقريباً. أما البرغل المطبوخ فيُخزَّن في الثلاجة مدة 5 أيام تقريباً، ويمكن تجميده ليبقى مدة 6 أشهر إلى 12 شهر. يمكن أن يفسد البرغل إذا خُزِّن في مكان دافئ لمدة طويلة.
يمكن استبدال البرغل بالقمح المكسور أو كسكس القمح الكامل أو الكينوا.

## تنظر أيضًا
- أبو شلهوب (طبق)